# Rutsker Plantage
Rutsker Plantage är en skog i Danmark. Den ligger i Region Hovedstaden, i den östra delen av landet. Rutsker Plantage ligger på ön Bornholm. Kring skogen förekommer främst jordbruksmark och några gräsmarker.